# Tarenna pallida
Tarenna pallida är en måreväxtart som först beskrevs av Adrien René Franchet och Dietrich Brandis, och fick sitt nu gällande namn av John Hutchinson. Tarenna pallida ingår i släktet Tarenna och familjen måreväxter.
Artens utbredningsområde är Burma. Inga underarter finns listade i Catalogue of Life.